# Neoserixia pulchra
Neoserixia pulchra là một loài bọ cánh cứng trong họ Cerambycidae.